# Sânmartin (Bihor)
Pour les articles homonymes, voir Sânmartin.
Sânmartin est une commune roumaine du județ de Bihor, en Transylvanie, dans la région historique de la Crișana et dans la région de développement Nord-Ouest.

## Géographie
La commune de Sânmartin est située dans le centre du județ, dans la plaine de la Crișana, à 5 km au sud-est d'Oradea, le chef-lieu du județ. depuis 2005, la commune fait partie de la nouvelle zone métropolitaine d'Oradea.
La municipalité est composée des villages suivants, nom hongrois, (population en 2002) :
- Băile 1er mai ;
- Băile Felix, Felixfürdő (663) ;
- Betfia, Betfia (474) ;
- Cihei, Váradcsehi (949) ;
- Cordău, Kardó (1 334) ;
- Haieu, Hájó (898) ;
- Rontău, Rontó (956) ;
- Sânmartin, Váradszentmárton (2 650), siège de la commune.

## Histoire
La première mention écrite du village de Sânmartin date de 1214.
La commune, qui appartenait au royaume de Hongrie, en a donc suivi l'histoire.
Les premiers bains à Băile Felix ont lieu au XVIIIe siècle.
Après le compromis de 1867 entre Autrichiens et Hongrois de l'empire d'Autriche, la principauté de Transylvanie disparaît et, en 1876, le royaume de Hongrie est partagé en comitats. Sânmartin intègre le comitat de Bihar (Bihar vármegye).
À la fin de la Première Guerre mondiale, l'Empire austro-hongrois disparaît et la commune rejoint la Grande Roumanie au traité de Trianon.
En 1940, à la suite du deuxième arbitrage de Vienne, elle est annexée par la Hongrie jusqu'en 1944, période durant laquelle sa petite communauté juive est exterminée par les nazis. Elle réintègre la Roumanie après la Seconde Guerre mondiale au traité de Paris en 1947.

## Politique
| Parti | Parti                                                 | Sièges |
| ----- | ----------------------------------------------------- | ------ |
|       | Parti social-démocrate (PSD)                          | 7      |
|       | Parti national libéral (PNL)                          | 8      |
|       | Union nationale pour le progrès de la Roumanie (UNPR) | 2      |

## Religions
En 2002, la composition religieuse de la commune était la suivante :
- Chrétiens orthodoxes, 80,09 % ;
- Pentecôtistes, 7,15 % ;
- Baptistes, 4,48 % ;
- Catholiques romains, 2,58 % ;
- Grecs-Catholiques, 2,46 % ;
- Réformés, 2,17 %.

## Démographie
En 1910, à l'époque austro-hongroise, la commune comptait 3 222 Roumains (86,64 %), 372 Hongrois (10,00 %) et 48 Slovaques (1,29 %).
En 1930, on dénombrait 4 080 Roumains (93,13 %), 209 Hongrois (4,77 %), 27 Juifs (0,62 %) et 56 Roms (1,28 %).
En 1956, après la Seconde Guerre mondiale, 4 267 Roumains (90,63 %) côtoyaient 280 Hongrois (5,95 %), 5 rescapés juifs (0,11 %) et 153 Roms (3,25 %).
En 2002, la commune comptait 6 821 Roumains (86,06 %), 698 Roms (8,80 %), 375 Hongrois (4,73 %) et 12 Allemands (0,15 %). On comptait à cette date 2 932 ménages et 2 854 logements.

## Économie
L'économie de la commune repose sur l'agriculture, l'élevage et le tourisme. la commune dispose de 2 213 ha de terres arables (blé, maïs, orge, légumineuses, tournesol, betterave à sucre, légumes, pommes de terre), de 964 ha de pâturages, de 275 ha de prairies et de 2 021 ha de forêts.
la commune est un des plus importants centres thermaux du pays et dispose d'une infrastructure importante : hôtels, pensions de famille, centres de cure, centres de soins, hôpitaux, le tourisme thermal y est donc une activité essentielle et en plein développement.
Sânmartin bénéficie aussi de sa proximité avec la grande ville d'Oradea.

## Communications

### Routes
Sânmartin est située sur la route nationale DN76 (route européenne 79) Oradea-Deva.

### Voies ferrées
Sânmartin est le terminus de l'ancienne ligne de chemin de fer Oradea-Holod.

## Lieux et monuments

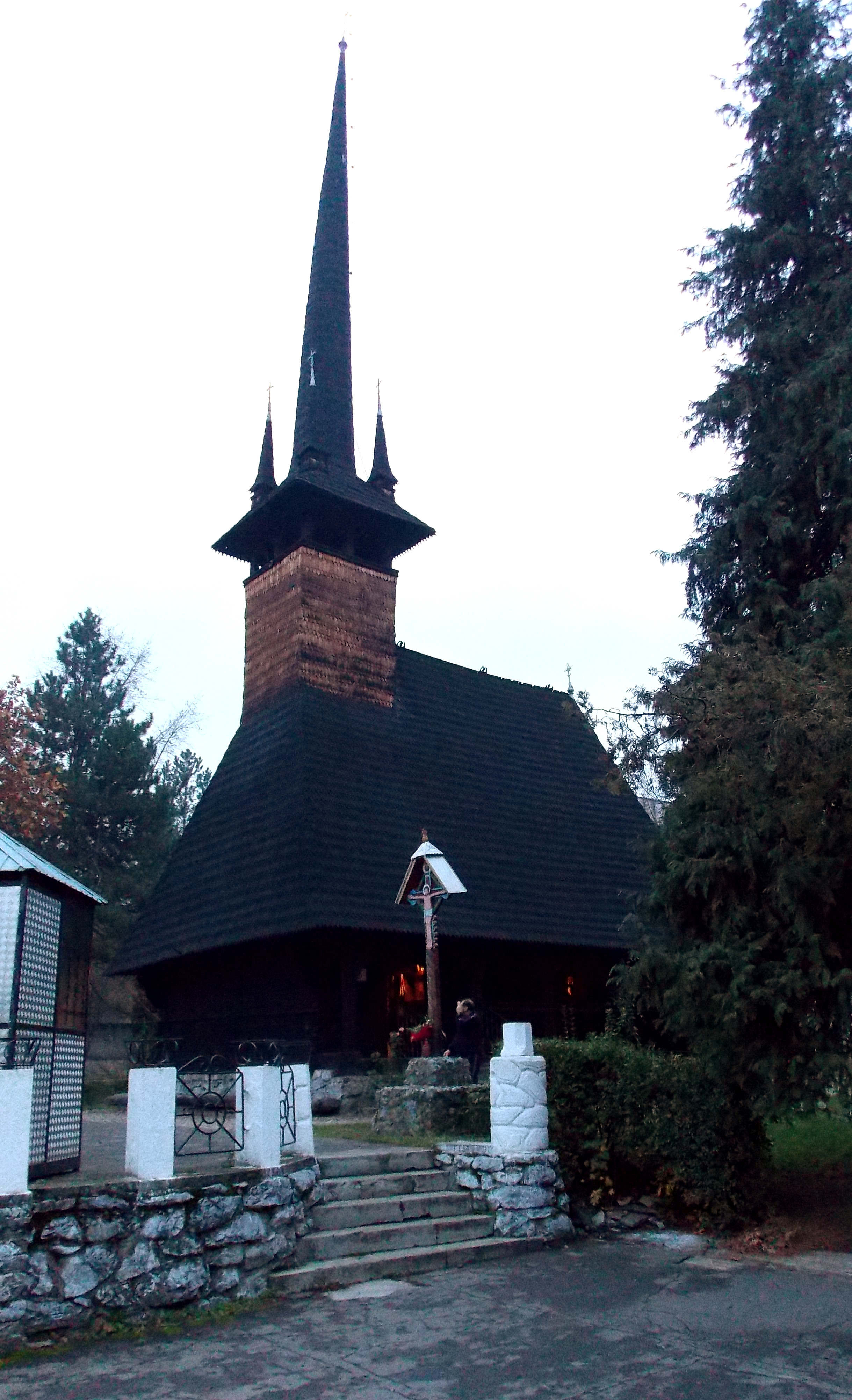
L'ancienne église de Brusturi reconstruite à Băile Felix

- Sânmartin, église orthodoxe datant de 1600[7] ;
- Sânmartin, réserve naturelle de la rivière Pețea (4 ha) ;
- Băile Felix, station thermale (eaux naturelles entre 20 °C et 48 )C, plage Apollo datant de 1896 ;
- Haieu, église catholique romaine St Ladislas datant de 1883 ;
- Haieu, église orthodoxe de la Naissance de la Vierge datant de 1856, classée monument historique[7] ;
- Băile Felix, église orthodoxe datant de 1740[7] ;
- Băile Felix, église orthodoxe en bois du village de Brusturi, transportée et remontée à Băile Felix au début du XXe siècle ;
- Betfia, église orthodoxe datant de 1857[7].